# Vernais
Vernais – miejscowość i gmina we Francji, w Regionie Centralnym, w departamencie Cher.
Według danych na rok 1990 gminę zamieszkiwało 255 osób, a gęstość zaludnienia wynosiła 10 osób/km² (wśród 1842 gmin Centre, Vernais plasuje się na 886. miejscu pod względem liczby ludności, natomiast pod względem powierzchni na miejscu 478.).